# Rhegmoclema parcum
Rhegmoclema parcum är en tvåvingeart som beskrevs av Cook 1971. Rhegmoclema parcum ingår i släktet Rhegmoclema och familjen dyngmyggor. Inga underarter finns listade i Catalogue of Life.